# 24.º distrito congresional de Texas
El 24.º distrito congresional es un distrito congresional que elige a un Representante para la Cámara de Representantes de los Estados Unidos por el estado de Texas.  Según la Oficina del Censo, en 2011 el distrito tenía una población de 784 944 habitantes. Actualmente el distrito está representado por el Republicano Kenny Marchant.

## Geografía
El 24.º distrito congresional se encuentra ubicado en las coordenadas 32°55′10″N 97°0′46″O / 32.91944, -97.01278.

## Demografía
Según la Oficina del Censo de los Estados Unidos, en 2011 había 784 944 personas residiendo en el 24.º distrito congresional. De los 784 944 habitantes, el distrito estaba compuesto por 539 125 (68.7%) blancos; de esos, 522 095 (66.5%) eran blancos no latinos o hispanos. Además 108 882 (13.9%) eran afroamericanos o negros, 4 219 (0.5%) eran nativos de Alaska o amerindios, 72 846 (9.3%) eran asiáticos, 2 519 (0.3%) eran nativos de Hawái o isleños del Pacífico, 54 844 (7%) eran de otras razas y 19 539 (2.5%) pertenecían a dos o más razas. Del total de la población 206 332 (26.3%) eran hispanos o latinos de cualquier raza; 166 176 (21.2%) eran de ascendencia mexicana, 5 776 (0.7%) puertorriqueña y 2 455 (0.3%) cubana. Además del inglés, 3 543 (20.7%) personas mayor a cinco años de edad hablaban español perfectamente.
El número total de hogares en el distrito era de 295 750, y el 67.4% eran familias en la cual el 35.2 tenían menores de 18 años de edad viviendo con ellos. De todas las familias viviendo en el distrito, solamente el 50.2% eran matrimonios. Del total de hogares en el distrito, el 4.3 eran parejas que no estaban casadas, mientras que el 0.6% eran parejas del mismo sexo. El promedio de personas por hogar era de 2.64. 
En 2011 los ingresos medios por hogar en el distrito congresional eran de US$58 182, y los ingresos medios por familia eran de US$94 799. Los hogares que no formaban una familia tenían unos ingresos de US$101 753. El salario promedio de tiempo completo para los hombres era de US$47 530 frente a los US$41 743 para las mujeres. La renta per cápita para el distrito era de US$31 455. Alrededor del 8.7% de la población estaban por debajo del umbral de pobreza.